# Bernard de Pourtalès
Bernard Alexandre Georges Edmond de Pourtalès (* 5. Juni 1870 in Bellevue GE; † 6. Juli 1935 in Casablanca) war ein Schweizer Segler. 
Er gehörte der Familie der Pourtalès an, die 1815 vom preussischen König (zu der Zeit auch Fürst von Neuenburg) in den Grafenstand erhoben worden war. Sein Vater war der Maler Auguste de Pourtalès.

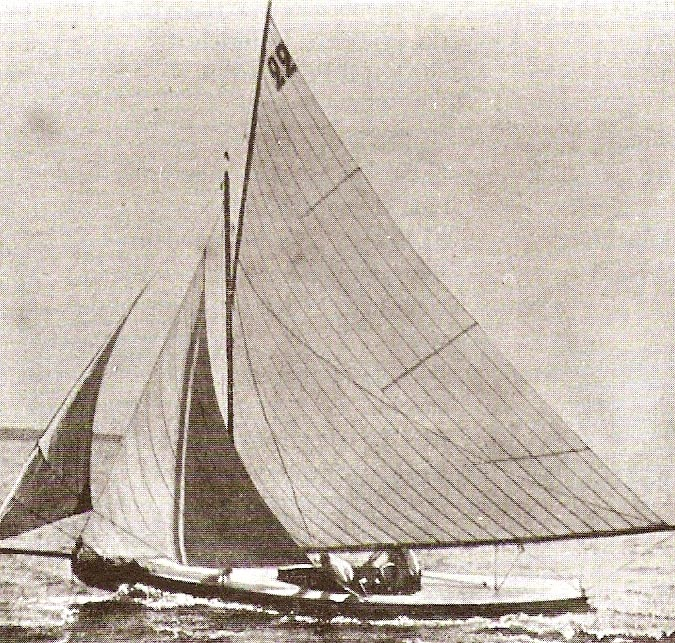
Yacht Lérina, Gold- und Silbermedaille Olympische Spiele 1900

Bei den Olympischen Spielen 1900 im Segeln in Paris bildete Bernard de Pourtalès zusammen mit seinem Onkel Hermann de Pourtalès und seiner Tante Hélène de Pourtalès die Besatzung des Bootes Lérina, das in der Bootsklasse 1 bis 2 Tonnen antrat. Sie gewannen die erste Wettfahrt auf der Seine in Meulan-en-Yvelines und erreichten in der zweiten, getrennt gewerteten Wettfahrt den zweiten Platz.